# Hubert Pallhuber
Hubert Pallhuber (Brunico, 17 de septiembre de 1965) es un deportista italiano que compitió en ciclismo de montaña en la disciplina de campo a través. Ganó dos medallas en el Campeonato Mundial de Ciclismo de Montaña, oro en 1997 y bronce en 1996, y una medalla de plata en el Campeonato Europeo de Ciclismo de Montaña de 1996.

## Palmarés internacional
| Campeonato Mundial | Campeonato Mundial          | Campeonato Mundial | Campeonato Mundial |
| Año                | Lugar                       | Medalla            | Competición        |
| ------------------ | --------------------------- | ------------------ | ------------------ |
| 1996               | Cairns (Australia)          | Medalla de bronce  | Campo a través     |
| 1997               | Château-d'Œx (Suiza)        | Medalla de oro     | Campo a través     |
| Campeonato Europeo |                             |                    |                    |
| Año                | Lugar                       | Medalla            | Competición        |
| 1996               | Bassano del Grappa (Italia) | Medalla de plata   | Campo a través     |